# 17270 Nolthenius
17270 Nolthenius este o planetă minoră (asteroid), cu un diametru de 13,246 km, din centura de asteroizi. A fost descoperită pe 4 iunie 2000 la Observatorul Palomar de John Broughton⁠(d). 
Obiectul prezintă o orbită caracterizată de o semiaxă mare de 3,1010589 UAi, o excentricitate de 0,02, o înclinație de 7,11359 ° în raport cu ecliptica.